# Walter Beerli
Walter Beerli (23. juli 1928 - 1995) var en schweizisk fodboldspiller (angriber). Han spillede for BSC Young Boys og FC Luzern, samt for Schweiz' landshold. Han var med i den schweiziske trup til VM 1950 i Brasilien, men kom dog ikke på banen i turneringen, hvor schweizerne blev slået ud efter det indledende gruppespil. Hans eneste landskamp var en opvarmningskamp til slutrunden mod Jugoslavien.